# European Ladies Open
Het European Ladies Open was een jaarlijks golftoernooi voor vrouwen in Europa, dat deel uitmaakte van de Ladies European Tour. Het toernooi werd opgericht in 1987 en de laatste editie werd gehouden in 1996. Het vond plaats in verschillende Europese steden.

## Winnaressen
| Jaar                                | Golfbaan                                    | Locatie                             | Winnares                            |
| La Manga Club Ladies' European Open | La Manga Club Ladies' European Open         | La Manga Club Ladies' European Open | La Manga Club Ladies' European Open |
| ----------------------------------- | ------------------------------------------- | ----------------------------------- | ----------------------------------- |
| 1987                                | Ferndown Golf Club                          | Ferndown                            | Dale Reid                           |
| Birchgrey European Open             |                                             |                                     |                                     |
| 1988                                | Kingswood Golf Club                         | Tadworth                            | Dale Reid                           |
| Ladies European Open                |                                             |                                     |                                     |
| 1989                                | Kingswood Golf Club                         | Tadworth                            | Jane Connachan                      |
| 1990                                | Kingswood Golf Club                         | Tadworth                            | Trish Johnson                       |
| 1991                                | Geen toernooi                               | Geen toernooi                       | Geen toernooi                       |
| European Ladies Open                |                                             |                                     |                                     |
| 1992                                | Golfclub Beuerberg                          | Beuerberg                           | Laura Davies                        |
| 1993                                | Golf Resort Bad Griesbach                   | Bad Griesbach                       | Mardi Lunn                          |
| 1994                                | Geen toernooi                               | Geen toernooi                       | Geen toernooi                       |
| 1995                                | Geen toernooi                               | Geen toernooi                       | Geen toernooi                       |
| Marks & Spencer European Open       |                                             |                                     |                                     |
| 1996                                | Hanbury Manor Marriott Hotel & Country Club | Ware                                | Trish Johnson                       |